# Derbi cántabro
El derbi cántabro o derbi montañés es el partido en el cual se enfrentan los dos clubes con más historia del fútbol en Cantabria, el Real Racing Club de Santander y la Real Sociedad Gimnástica de Torrelavega. Es la rivalidad más antigua e importante del fútbol en Cantabria, aunque en la época reciente no se ha producido en muchas ocasiones.

## Historia

### Orígenes
El primer enfrentamiento documentado entre un equipo de Torrelavega y otro de Santander tuvo lugar el 2 de agosto de 1908 en El Ansar de Torrelavega. Los contendientes fueron la Sociedad Gimnástica de Torrelavega y el Santander FC con resultado final de cinco a cero a favor de los visitantes. Es de destacar que ante el potente club de Santander, mucho más rodado en la disputa de partidos desde 1907, la Gimnástica tan sólo permitía formar equipo con miembros socios. El 10 de septiembre de 1908 en el campo de Barreda, la Gimnástica derrotaba por dos a uno a la Sportiva Montaña, otro equipo de la capital cántabra.
El Santander Racing Club nació en 1913 y el domingo 17 de agosto de 1913, organizado por el Comité de los Campos de Sport del Sardinero se disputó el primer partido Racing-Gimnástica de la historia con victoria final gimnástica por 0-5.

### Jugadores y entrenadores compartidos
- Manolo Preciado fue jugador del Racing entre 1978 y 1982, y de la Gimnástica entre 1987 y 1992. También fue entrenador del Racing de 2002 a 2003 y 2005 a 2006, y de la Gimnástica entre 1995 y 1996 y en 2000.
- Chili jugó con la Gimnástica en dos etapas (1990-91 y 1997-2003) y con el Racing de 1992 a 1995; con los gimnásticos consiguió hasta un trofeo pichichi de Segunda División B.

## Enfrentamientos
Este primer resultado tan abultado resultó ser casi testimonial, el dominio del derbi cántabro por parte del equipo capitalino resulta abrumador a lo largo de la historia del fútbol regional y nacional, sin embargo han existido excepciones que han mantenido viva la rivalidad entre los dos representativos cántabros por excelencia.

### Primeros amistosos
| Competición | Año/Temporada | Equipo local              | Gol. | Gol. | Equipo visitante          |
| ----------- | ------------- | ------------------------- | ---- | ---- | ------------------------- |
| Amistoso    | 1913          | Racing Santander          | 0    | 5    | Gimnástica de Torrelavega |
| Amistoso    | 1914          | Gimnástica de Torrelavega | 1    | 2    | Racing Santander          |
| Amistoso    | 1914          | Gimnástica de Torrelavega | 5    | 0    | Racing Santander          |
| Amistoso    | 1916          | Gimnástica de Torrelavega | 0    | 1    | Racing Santander          |

### Cómputo global de partidos oficiales
- Total enfrentamientos: 46
- Victorias del Racing: 33
- Victorias de la Gimnástica: 7
- Empates: 6
- Mayor goleada a favor del Racing: 7-0 (1928/29)
- Mayor goleada a favor de la Gimnástica: 2-3 (1949/50)

### Estadísticas en Segunda División
| Segunda División | 1949-50 | Gimnástica de Torrelavega | 0 | 1 | Racing Santander          |
| Segunda División | 1949-50 | Racing Santander          | 2 | 3 | Gimnástica de Torrelavega |
| Segunda División | 1966-67 | Gimnástica de Torrelavega | 2 | 1 | Racing Santander          |
| Segunda División | 1966-67 | Racing Santander          | 0 | 1 | Gimnástica de Torrelavega |
| Segunda División | 1967-68 | Gimnástica de Torrelavega | 1 | 0 | Racing Santander          |
| Segunda División | 1967-68 | Racing Santander          | 1 | 0 | Gimnástica de Torrelavega |

- Total enfrentamientos: 6
- Victorias del Racing: 2
- Victorias de la Gimnástica: 4
- Empates: 0

### Estadísticas en Segunda División B
| Segunda División B | 1990-91 | Gimnástica de Torrelavega | 1 | 1 | Racing Santander          |
| Segunda División B | 1990-91 | Racing Santander          | 3 | 1 | Gimnástica de Torrelavega |
| Segunda División B | 2018-19 | Racing Santander          | 1 | 0 | Gimnástica de Torrelavega |
| Segunda División B | 2018-19 | Gimnástica de Torrelavega | 0 | 0 | Racing Santander          |

- Total enfrentamientos: 4
- Victorias del Racing: 2
- Victorias de la Gimnástica: 0
- Empates: 2

### Estadísticas en Tercera División
| Tercera División | 1943/44 | Racing Santander          | 5 | 0 | Gimnástica de Torrelavega |
| Tercera División | 1943/44 | Gimnástica de Torrelavega | 2 | 3 | Racing Santander          |
| Tercera División | 1947/48 | Gimnástica de Torrelavega | 2 | 1 | Racing Santander          |
| Tercera División | 1947/48 | Racing Santander          | 6 | 1 | Gimnástica de Torrelavega |
| Tercera División | 1968-69 | Racing Santander          | 3 | 0 | Gimnástica de Torrelavega |
| Tercera División | 1968-69 | Gimnástica de Torrelavega | 1 | 2 | Racing Santander          |
| Tercera División | 1969-70 | Racing Santander          | 4 | 0 | Gimnástica de Torrelavega |
| Tercera División | 1969-70 | Gimnástica de Torrelavega | 0 | 0 | Racing Santander          |

- Total enfrentamientos: 8
- Victorias del Racing: 6
- Victorias de la Gimnástica: 1
- Empates: 1

### Estadísticas en la Copa del Rey
| 3ª Eliminatoria Copa del Rey | 1947/48 | Racing Santander          | 4 | 1 | Gimnástica de Torrelavega |
| 1ª Eliminatoria Copa del Rey | 1983-84 | Racing Santander          | 2 | 0 | Gimnástica de Torrelavega |
| 1ª Eliminatoria Copa del Rey | 1983-84 | Gimnástica de Torrelavega | 0 | 4 | Racing Santander          |
| 1ª Eliminatoria Copa del Rey | 1984-85 | Gimnástica de Torrelavega | 1 | 1 | Racing Santander          |
| 1ª Eliminatoria Copa del Rey | 1984-85 | Racing Santander          | 6 | 0 | Gimnástica de Torrelavega |
| 1ª Eliminatoria Copa del Rey | 1985-86 | Gimnástica de Torrelavega | 1 | 4 | Racing Santander          |
| 1ª Eliminatoria Copa del Rey | 1985-86 | Racing Santander          | 3 | 0 | Gimnástica de Torrelavega |
| 2ª Eliminatoria Copa del Rey | 1988-89 | Gimnástica de Torrelavega | 0 | 1 | Racing Santander          |
| 2ª Eliminatoria Copa del Rey | 1988-89 | Racing Santander          | 5 | 0 | Gimnástica de Torrelavega |

- Total enfrentamientos: 9
- Victorias del Racing: 8
- Victorias de la Gimnástica: 0
- Empates: 1

### Estadísticas Campeonato de España
| Campeonato de España | 1927/28 | Gimnástica de Torrelavega | 0 | 5 | Racing Santander          |
| Campeonato de España | 1927/28 | Racing Santander          | 7 | 0 | Gimnástica de Torrelavega |

- Total enfrentamientos: 2
- Victorias del Racing: 2
- Victorias de la Gimnástica: 0
- Empates: 0

### Estadísticas Campeonato Regional de Cantabria
| Competición         | Año/Temporada | Equipo local              | Gol. | Gol. | Equipo visitante          |
| ------------------- | ------------- | ------------------------- | ---- | ---- | ------------------------- |
| Campeonato Cántabro | 1922/23       | Gimnástica de Torrelavega | 1    | 3    | Racing Santander          |
| Campeonato Cántabro | 1923/24       | Racing Santander          | 5    | 0    | Gimnástica de Torrelavega |
| Campeonato Cántabro | 1923/24       | Gimnástica de Torrelavega | 1    | 1    | Racing Santander          |
| Campeonato Cántabro | 1924/25       | Gimnástica de Torrelavega | 0    | 2    | Racing Santander          |
| Campeonato Cántabro | 1924/25       | Racing Santander          | 1    | 2    | Gimnástica de Torrelavega |
| Campeonato Cántabro | 1925/26       | Racing Santander          | 4    | 1    | Gimnástica de Torrelavega |
| Campeonato Cántabro | 1925/26       | Gimnástica de Torrelavega | 1    | 0    | Racing Santander          |
| Campeonato Cántabro | 1926/27       | Gimnástica de Torrelavega | 2    | 6    | Racing Santander          |
| Campeonato Cántabro | 1926/27       | Racing Santander          | 3    | 1    | Gimnástica de Torrelavega |
| Campeonato Cántabro | 1927/28       | Racing Santander          | 2    | 2    | Gimnástica de Torrelavega |
| Campeonato Cántabro | 1927/28       | Gimnástica de Torrelavega | 1    | 3    | Racing Santander          |
| Campeonato Cántabro | 1928/29       | Racing Santander          | 6    | 1    | Gimnástica de Torrelavega |
| Campeonato Cántabro | 1928/29       | Gimnástica de Torrelavega | 2    | 2    | Racing Santander          |
| Campeonato Cántabro | 1929/30       | Racing Santander          | 2    | 1    | Gimnástica de Torrelavega |
| Campeonato Cántabro | 1929/30       | Gimnástica de Torrelavega | 0    | 1    | Racing Santander          |
| Campeonato Cántabro | 1939/40       | Gimnástica de Torrelavega | 1    | 5    | Racing Santander          |
| Campeonato Cántabro | 1939/40       | Racing Santander          | 4    | 1    | Gimnástica de Torrelavega |

- Total enfrentamientos: 17
- Victorias del Racing: 12
- Victorias de la Gimnástica: 2
- Empates: 3

### Estadísticas Copa Luis Redonet
| Competición       | Año/Temporada | Equipo local     | Gol. | Gol. | Equipo visitante          |
| ----------------- | ------------- | ---------------- | ---- | ---- | ------------------------- |
| Copa Luis Redonet | 1914          | Racing Santander | 2    | 0    | Gimnástica de Torrelavega |

- Total enfrentamientos: 1
- Victorias del Racing: 1
- Victorias de la Gimnástica: 0
- Empates: 0

## Otros derbis cántabros
- RS Gimnástica de Torrelavega - CD Tropezón
- CD Laredo - Santoña CF
- CD Laredo - Castro FC
- CD Cayón - Selaya FC
- Cultural de Guarnizo - Unión Club de Astillero
- Cultural de Guarnizo - Arenas de Frajanas
- Velarde Camargo - CD Revilla
- Velarde Camargo - UM Escobedo